# Sala Manzoniana

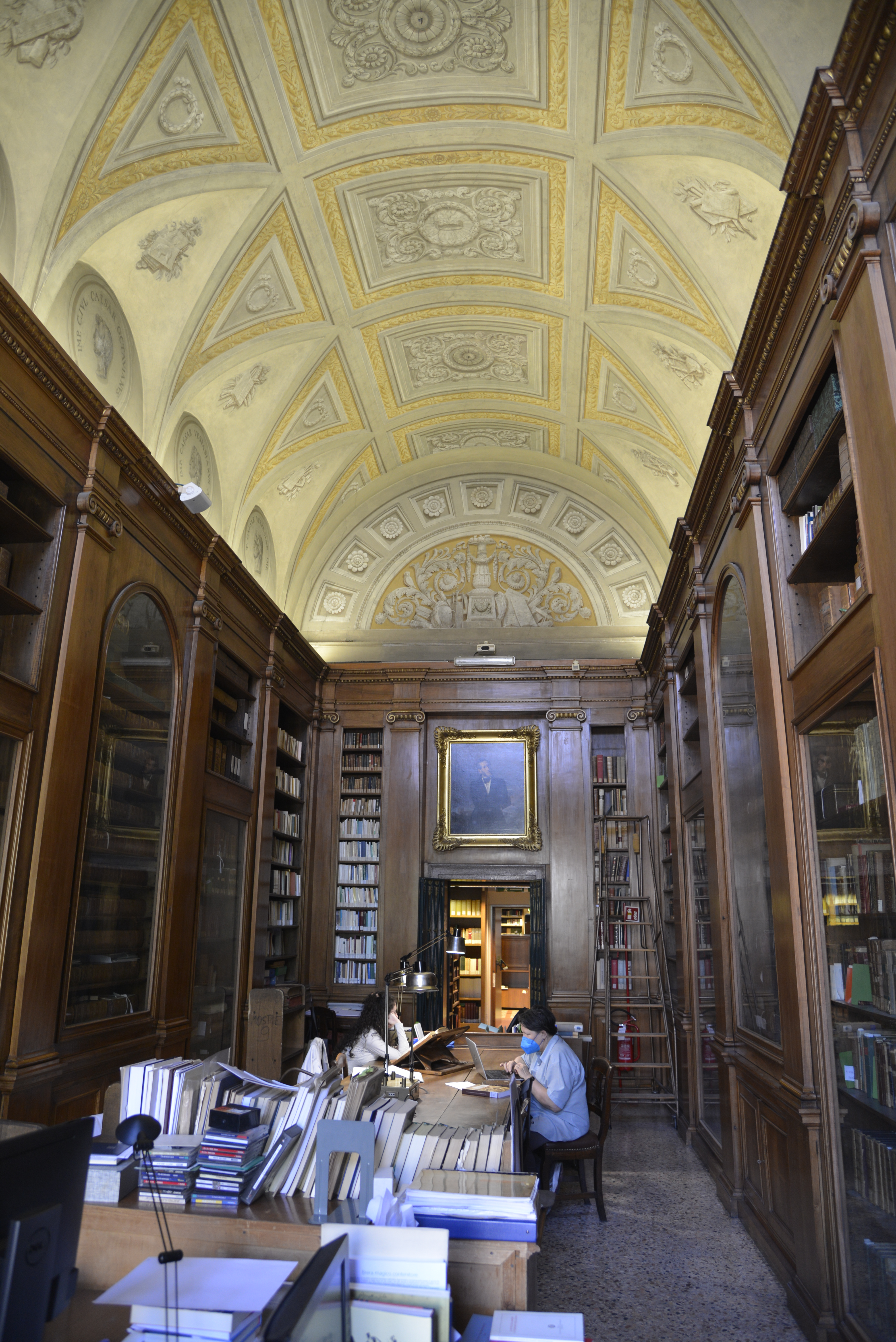
La Sala Manzoniana.

La Sala Manzoniana è la sala della Biblioteca Nazionale Braidense che contiene manoscritti, volumi postillati, edizioni delle opere e saggi critici relativi ad Alessandro Manzoni:
- circa 5.000 pezzi di carteggio, di cui circa 800 autografi
- circa 2.500 opere di critica
- circa 1.000 volumi di edizioni pregiate delle opere di Alessandro Manzoni
- circa 550 volumi della biblioteca di Alessandro Manzoni di cui 200 postillati
- circa 200 manoscritti

Attualmente, è adibita alla consultazione dei manoscritti e dei libri rari, oltre che del Fondo Manzoniano, del fondo dell'Archivio Storico Ricordi e del fondo della Società Storica Lombarda. Può accogliere circa 10 lettori.

## Storia

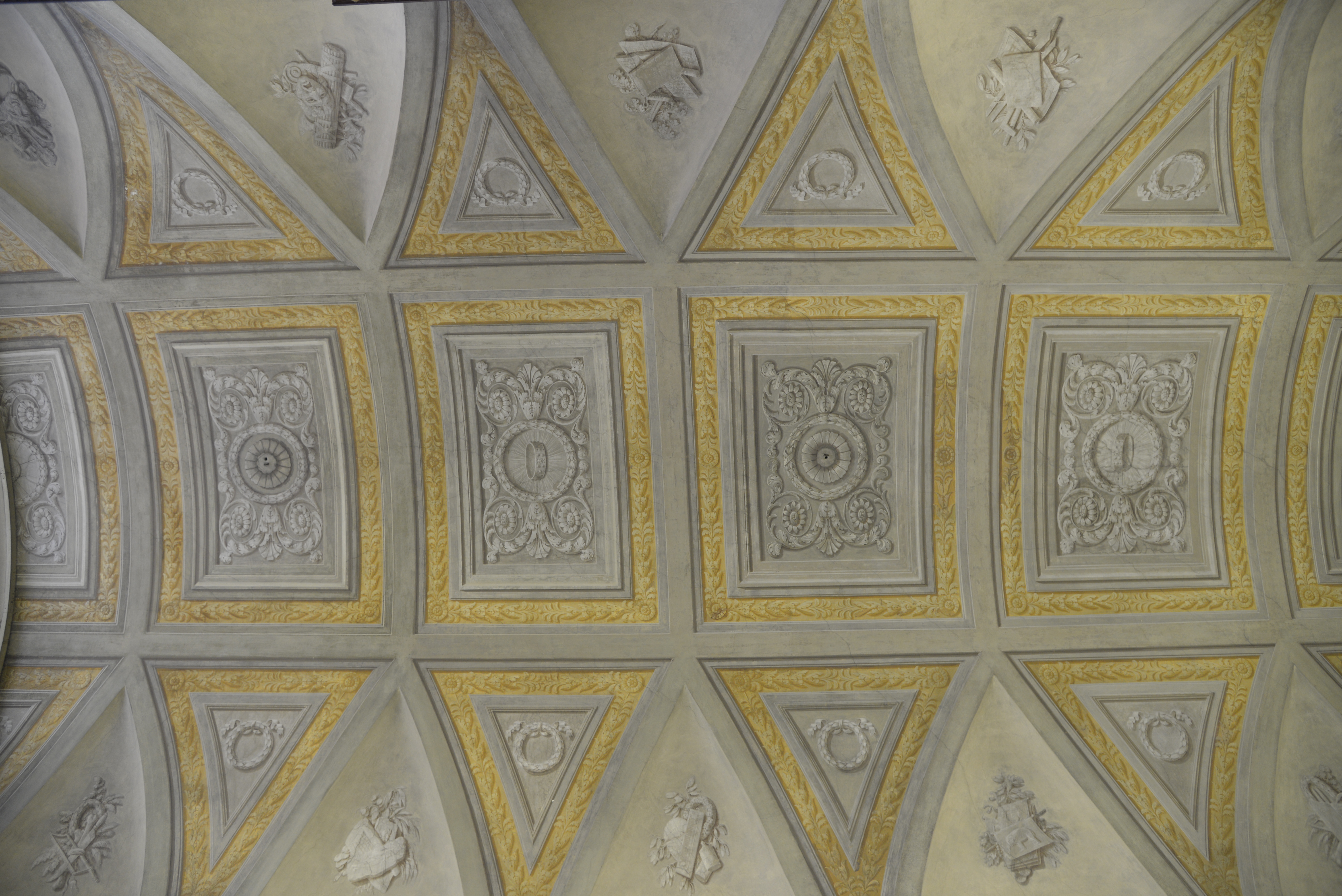
Soffitto della sala

Il 22 maggio 1873 Alessandro Manzoni si spegne a Milano; Pietro, suo figlio lo aveva preceduto di un mese; sopravvivevano Enrico, che viveva lontano da casa e Vittoria la quale giovanissima si era accasata a Pisa con Giovan Battista Giorgini. In questo contesto Pietro Brambilla (marito di una nipote dell'autore, Vittoria, figlia di Pietro) possessore dei manoscritti autografi delle sue opere, allo scopo di conservare in perpetuo a Milano la preziosa raccolta e che non fosse smembrata, ne fece dono alla Biblioteca Nazionale di Brera, con l'obbligo che fosse dedicato un apposito locale alla memoria di Alessandro. Prima della consegna intercorsero durante gli anni 1885-86 lunghe trattative tra il donatore e il Ministero dell'Istruzione, tramite il Prefetto della Biblioteca di Brera, Isaia Ghiron. L'obiettivo era di raccogliere intorno al nucleo di donazione tutto quanto potesse illustrare con documenti manoscritti o stampati la vita, il pensiero, i tempi e l'efficacia letteraria e morale dell'autore milanese. Il re Umberto, apprezzando l'intendimento di destinare un'apposita sala per raccogliere i libri e i manoscritti del Manzoni, volle prendere parte all'omaggio, facendo eseguire dallo scultore milanese Francesco Confalonieri un busto in marmo.
Se ne divulgò notizia sui giornali con esplicita richiesta di donazione per arricchire il già consistente fondo. La "Sala Manzoniana" venne inaugurata il 5 novembre 1886 alla presenza del re Umberto, della regina Margherita di Savoia e del principe ereditario Vittorio Emanuele III e con un discorso dell'onorevole Ruggero Bonghi. Disegnò e diresse i lavori per la Sala lo scultore milanese Lodovico Pogliaghi. Alla sala si accedeva dal salone intitolato a Maria Teresa e la scaffalatura in noce ricopriva interamente le tre pareti, quella dell'ingresso e quelle laterali, la quarta era incorniciata da due finestre sul soffitto; erano impresse le lettere "AM" incorniciate nella ghirlanda di lauro. L'antica saletta Pogliaghi era divenuta insufficiente a contenere il fondo, tanto ampliato dalla sua origine. L'architetto Tommaso Buzzi ha eseguito il progetto della nuova sala che venne inaugurata il 5 novembre 1951, 65 anni dopo l'inaugurazione della prima alla presenza del presidente della Repubblica Luigi Einaudi. L'attuale Sala Manzoniana comprende parte degli spazi dell'allora Gabinetto Numismatico, istituzione che fino al 1919 ebbe la sua sede a Brera. Nella sala è collocato un importante quadro raffgurante il Manzoni a 46 anni realizzato nel 1831 dai pittori Giuseppe Molteni per il ritratto e Massimo d'Azeglio per la veduta paesaggistica e il sopracitato busto di Confalonieri.